# Coupe de la Ligue portugaise de football 2014-2015
Navigation
Coupe de la Ligue 2013-2014 Coupe de la Ligue 2015-2016
La coupe de la ligue portugaise de football 2014-2015 (pt : Taça da liga), est la huitième édition de la coupe de la Ligue portugaise de football. Les 18 équipes de première division (Primera Liga) et 18 équipes (24 moins les six équipes réserves) de deuxième division (Segunda Liga) participent à cette compétition soit 34 équipes. Elles y participent selon le même format que celui de l'année précédente, à savoir un premier tour sous forme de 4 poules, un second tour en matchs aller-retour, un troisième tour sous forme de 4 poules dont les 4 vainqueurs sont qualifiés pour les demi-finales.

## Déroulement de la compétition

### Calendrier
| Tour | Nom            | Date                                                                      | Participants    |
| 1    | Premier tour   | 26, 27 et 30 juillet, 3, 13 et 20 août 2014                               | 18              |
| 2    | Deuxième tour  | 24 septembre, 29 octobre, 14 novembre 2014                                | 16 (8+8 de PL)  |
| 3    | Troisième tour | 28, 29 et 30 décembre 2014, 13, 14, 21 et 28 janvier 2015, 4 février 2015 | 18 (8+10 de PL) |
| 4    | Demi-finales   | 11 février et 2 avril 2015                                                | 4               |
| 5    | Finale         | 29 mai 2015                                                               | 2               |

### Participants
- Entre parenthèses, figure le classement de la saison dernière

| Clubs de Primera Liga (18) | Clubs de Segunda Liga (18)  |
| arrivent au 3e tour        | arrivent au 1er tour        |
| -------------------------- | --------------------------- |
| Benfica (1er PL)           | Olhanense (16e PL)          |
| Sporting CP (2e PL)        | Desportivo das Aves (4e SL) |
| Porto (3e PL)              | Portimonense (7e SL)        |
| Estoril-Praia (4e PL)      | GD Chaves (8e SL)           |
| Nacional (5e PL)           | Tondela (9e SL)             |
| Marítimo (6e PL)           | SC Farense (10e SL)         |
| Vitória de Setúbal (7e PL) | Académico Viseu (11e SL)    |
| Académica (8e PL)          | Beira-Mar (12e SL)          |
| Sp. Braga (9e PL)          | União da Madeira (13e SL)   |
| V. Guimarães (10e PL)      | Feirense (14e SL)           |
| arrivent au 2e tour        | Santa Clara (15e SL)        |
| Rio Ave (11e PL)           | Covilhã (16e SL)            |
| Arouca (12e PL)            | Leixões (17e SL)            |
| Gil Vicente (13e PL)       | Oliveirense (18e SL)        |
| Belenenses (14e PL)        | Trofense (19e SL)           |
| Paços de Ferreira (15e PL) | Atlético CP (22e SL)        |
| Moreirense (1er SL)        | Freamunde (1er CNS)         |
| Penafiel (3e SL)           | Clube Oriental (2e CNS)     |
| Boavista (4e PN CNS)       |                             |

Légende : (PL) = Primera Liga, (SL) = Segunda Liga, (PN CNS) = Poule Nord Campeonato Nacional de Seniores, (CNS) = Campeonato Nacional de Seniores

## Premier tour

### Format
- Ce premier tour est joué entre les 18 équipes de deuxième division (Segunda Liga) pouvant disputer cette compétition[1].
- Les rencontres sont disputées les 26, 27 et 30 juillet, 3, 13 et 20 août 2014.
- Les rencontres sont disputées les 28 et 29 juillet, 1 et 5 août 2012.
- Ce tour se dispute sous forme de poules de quatre ou cinq équipes. Dans les poules de quatre équipes, deux équipes reçoivent deux fois et se déplacent une fois, les deux autres faisant l'inverse. Dans les poules de cinq équipes, chaque équipe reçoit et se déplace deux fois.
- Les deux premiers de chaque poule sont qualifiés pour le tour suivant.
- En cas d'égalité, les critères suivants sont utilisés :

1. Différence de buts
2. Nombre de buts marqués
3. Plus petit âge moyen des joueurs utilisés[1].

### Tirage au sort
- Il est effectué le 6 juillet 2014[2].
- Les équipes sont réparties en quatre pots : 
  - Dans le pot 1, se trouvent le 16e de Primera Liga, ainsi que les 4e, 7e et 8e de la dernière saison de Segunda Liga (deuxième division). Ces équipes se voient attribuer le numéro 1.
  - Dans le pot 2, se trouvent les équipes classées 9e, 10e, 11e et 12e lors de la dernière Segunda Liga. Ces équipes se voient attribuer le numéro 2.
  - Dans le pot 3, se trouvent les équipes classées 13e, 14e, 15e, 16e et 17e lors de la dernière Segunda Liga. Ces équipes se voient attribuer le numéro 3.
  - Dans le pot 4, se trouvent les équipes classées 18e, 19e et 20e lors de la dernière Segunda Liga ainsi que les deux promus du Campeonato Nacional de Seniores. Ces équipes se voient attribuer le numéro 4.

| Pot 1               | Pot 2           | Pot 3            | Pot 4          |
| ------------------- | --------------- | ---------------- | -------------- |
| Olhanense           | Tondela         | União da Madeira | Oliveirense    |
| Desportivo das Aves | SC Farense      | Feirense         | Trofense       |
| Portimonense        | Académico Viseu | Santa Clara      | Atlético CP    |
| GD Chaves           | Beira-Mar       | Covilhã          | Freamunde      |
|                     |                 | Leixões          | Clube Oriental |

| Groupe A         | Groupe B        | Groupe C       | Groupe D            |
| ---------------- | --------------- | -------------- | ------------------- |
| GD Chaves        | Portimonense    | Olhanense      | Desportivo das Aves |
| SC Farense       | Académico Viseu | Tondela        | Beira-Mar           |
| União da Madeira | Covilhã         | Santa Clara    | Feirense            |
| Oliveirense      | Freamunde       | Leixões        | Trofense            |
|                  |                 | Clube Oriental | Atlético CP         |

### Groupe A
Source : www.ligaportugal.pt
| Rang | Équipe                | Pts | J | G | N | P | Bp | Bc | Diff |  | Résultats (▼ dom., ► ext.) | Cha | Uni | Oli | Far |
| ---- | --------------------- | --- | - | - | - | - | -- | -- | ---- |  | -------------------------- | --- | --- | --- | --- |
| 1    | GD Chaves (SL)        | 7   | 3 | 2 | 1 | 0 | 5  | 2  | +3   |  | Chaves                     |     |     | 2-2 |     |
| 2    | União da Madeira (SL) | 6   | 3 | 2 | 0 | 1 | 4  | 1  | +3   |  | União                      | 0-1 |     | 3-0 |     |
| 3    | Oliveirense (SL)      | 4   | 3 | 1 | 1 | 1 | 5  | 5  | 0    |  | Oliveirense                |     |     |     | 3-0 |
| 4    | SC Farense (SL)       | 0   | 3 | 0 | 0 | 3 | 0  | 6  | -6   |  | Farense                    | 0-2 | 0-1 |     |     |

Légende : (SL) = Segunda Liga

### Groupe B
Source : www.ligaportugal.pt
| Rang | Équipe               | Pts | J | G | N | P | Bp | Bc | Diff |  | Résultats (▼ dom., ► ext.) | Cov | Vis | Fre | Por |
| ---- | -------------------- | --- | - | - | - | - | -- | -- | ---- |  | -------------------------- | --- | --- | --- | --- |
| 1    | Covilhã (SL)         | 7   | 3 | 2 | 1 | 0 | 3  | 0  | +3   |  | Covilhã                    |     |     | 1-0 | 1-0 |
| 2    | Académico Viseu (SL) | 4   | 3 | 1 | 1 | 1 | 4  | 2  | +2   |  | Viseu                      | 0-0 |     |     | 4-1 |
| 3    | Freamunde (SL)       | 4   | 3 | 1 | 1 | 1 | 1  | 2  | -1   |  | Freamunde                  |     | 1-0 |     |     |
| 4    | Portimonense (SL)    | 1   | 3 | 0 | 1 | 2 | 1  | 5  | -4   |  | Portimonense               |     |     | 0-0 |     |

Légende : (SL) = Segunda Liga

### Groupe C
Source : www.ligaportugal.pt
| Rang | Équipe              | Pts | J | G | N | P | Bp | Bc | Diff |  | Résultats (▼ dom., ► ext.) | Ori | Ton | San | Lei | Olh |
| ---- | ------------------- | --- | - | - | - | - | -- | -- | ---- |  | -------------------------- | --- | --- | --- | --- | --- |
| 1    | Clube Oriental (SL) | 9   | 4 | 3 | 0 | 1 | 10 | 7  | +3   |  | Oriental                   |     |     | 3-1 | 2-1 |     |
| 2    | Tondela (SL)        | 7   | 4 | 2 | 1 | 1 | 7  | 5  | +2   |  | Tondela                    | 4-2 |     |     | 1-0 |     |
| 3    | Santa Clara (SL)    | 6   | 4 | 2 | 0 | 2 | 5  | 8  | -3   |  | Santa Clara                |     | 2-1 |     |     | 2-1 |
| 4    | Leixões (SL)        | 4   | 4 | 1 | 1 | 2 | 4  | 3  | +1   |  | Leixões                    |     |     | 3-0 |     | 0-0 |
| 5    | Olhanense (SL)      | 2   | 4 | 0 | 2 | 2 | 3  | 6  | -3   |  | Olhanense                  | 1-3 | 1-1 |     |     |     |

Légende : (SL) = Segunda Liga

### Groupe D
Source : www.ligaportugal.pt
| Rang | Équipe                   | Pts | J | G | N | P | Bp | Bc | Diff |  | Résultats (▼ dom., ► ext.) | Tro | Atl | Ave | Fei | Bei |
| ---- | ------------------------ | --- | - | - | - | - | -- | -- | ---- |  | -------------------------- | --- | --- | --- | --- | --- |
| 1    | Trofense (SL)            | 12  | 4 | 4 | 0 | 0 | 5  | 1  | +4   |  | Trofense                   |     | 2-1 |     | 1-0 |     |
| 2    | Atlético CP (SL)         | 7   | 4 | 2 | 1 | 1 | 6  | 2  | +4   |  | Atlético CP                |     |     | 0-0 |     | 2-0 |
| 3    | Desportivo das Aves (SL) | 5   | 4 | 1 | 2 | 1 | 2  | 2  | 0    |  | Aves                       | 0-1 |     |     |     | 1-0 |
| 4    | Feirense (SL)            | 2   | 4 | 0 | 2 | 2 | 3  | 7  | -4   |  | Feirense                   |     | 0-3 | 1-1 |     |     |
| 5    | Beira-Mar (SL)           | 1   | 4 | 0 | 1 | 3 | 2  | 6  | -4   |  | Beira-Mar                  | 0-1 |     |     | 2-2 |     |

Légende : (SL) = Segunda Liga

## Deuxième tour

### Format
- Ce tour se joue entre les deux premiers de chaque groupe du tour précédent, les cinq clubs de Primera Liga 2013-2014 (première division) classés de la onzième à la quinzième place et les trois équipes promues[1].
- Ce tour se dispute par matchs aller-retour.
- En cas d'égalité au cumul des deux matchs, il n'y a pas de prolongations et la qualification se joue lors d'une séance de tirs au but.
- Les matches ont lieu les 24 septembre, 29 octobre, 14 novembre 2014.

### Tirage au sort
- Il a lieu le 3 septembre 2014[3].
- Les équipes sont réparties en deux pots :
  - Dans le pot A, les huit clubs qualifiés issus du premier tour.
  - Dans le pot B, les huit clubs entrants à ce tour de la compétition, soit les clubs classés de la 11e à la 15e place lors de la dernière saison de Primera Liga et les trois promus.
- Les équipes du Pot A reçoivent au match aller les équipes du pot B avant de se déplacer au match retour.

| Pot A             | Pot B            |
| ----------------- | ---------------- |
| Rio Ave           | GD Chaves        |
| Arouca            | Tondela          |
| Gil Vicente       | Académico Viseu  |
| Belenenses        | União da Madeira |
| Paços de Ferreira | Covilhã          |
| Moreirense        | Trofense         |
| Penafiel          | Atlético CP      |
| Boavista          | Clube Oriental   |

### Résultats
| Dates                       | Club                  | Aller | Cumul            | Retour | Club                   |
| --------------------------- | --------------------- | ----- | ---------------- | ------ | ---------------------- |
| 24 septembre et 29 octobre  | União da Madeira (SL) | 4-2   | 6-4              | 2-2    | Paços de Ferreira (PL) |
| 24 septembre et 29 octobre  | Atlético CP (SL)      | 0-2   | 1-3              | 1-1    | Gil Vicente (PL)       |
| 24 septembre et 29 octobre  | Académico Viseu (SL)  | 3-1   | 3-3 (1-4 t.a.b.) | 0-2    | Belenenses (PL)        |
| 24 septembre et 29 octobre  | Tondela (SL)          | 1-1   | 1-2              | 0-1    | Arouca (PL)            |
| 24 septembre et 29 octobre  | Trofense (SL)         | 1-2   | 3-3 (4-5 t.a.b.) | 2-1    | Moreirense (PL)        |
| 24 septembre et 16 novembre | Clube Oriental (SL)   | 0-0   | 0-5              | 0-5    | Boavista (PL)          |
| 24 septembre et 16 novembre | Covilhã (SL)          | 3-1   | 3-2              | 0-1    | Penafiel (PL)          |
| 24 septembre et 16 novembre | GD Chaves (SL)        | 1-1   | 1-1 (2-4 t.a.b.) | 0-0    | Rio Ave (PL)           |

Légende : (PL) = Primera Liga, (SL) = Segunda Liga

## Troisième tour

### Format
- Ce troisième tour est joué avec les équipes qualifiées du second tour et les huit premiers de la Primera Liga 2013-2014.
- Les matchs ont lieu les 28, 29 et 30 décembre 2014, 13, 14, 21 et 28 janvier 2015, 4 février 2015.
- Ce tour se dispute sous forme de poules de quatre ou cinq équipes. Dans les poules de quatre équipes, deux équipes reçoivent deux fois et se déplacent une fois, les deux autres faisant l'inverse. Dans les poules de cinq équipes, chaque équipe reçoit et se déplace deux fois.
- Les vainqueurs de poules sont qualifiés pour le tour suivant.
- En cas d'égalité, les critères suivants sont utilisés :

1. Différence de buts
2. Nombre de buts marqués
3. Plus petit âge moyen des joueurs utilisés[1].

### Tirage au sort
- Il est effectué le 10 décembre 2014[4].
- Les équipes sont réparties de la façon suivante : 
  - Dans le pot 1, se trouvent les équipes classées de la 1re à la 4e place lors de la saison précédente de Primera Liga. Ces équipes sont numérotées 1.
  - Dans le pot 2, se trouvent les équipes classées de la 5e à la 8e place lors de la saison précédente de Primera Liga. Ces équipes sont numérotées 2.
  - Dans le pot 3, se trouvent les cinq équipes les mieux classées la saison précédente en championnat parmi celles qui ont disputé le second tour. Ces équipes sont numérotées 3.
  - Dans le pot 4, se trouvent les cinq autres équipes issues du second tour[1].

| Pot 1         | Pot 2              | Pot 3        | Pot 4            |
| ------------- | ------------------ | ------------ | ---------------- |
| Benfica       | Nacional           | Sp. Braga    | Belenenses       |
| Sporting CP   | Marítimo           | V. Guimarães | Moreirense       |
| Porto         | Vitória de Setúbal | Rio Ave      | Boavista         |
| Estoril-Praia | Académica          | Arouca       | União da Madeira |
|               |                    | Gil Vicente  | Covilhã          |

| Groupe A   | Groupe B      | Groupe C           | Groupe D         |
| ---------- | ------------- | ------------------ | ---------------- |
| Benfica    | Estoril-Praia | Sporting CP        | Porto            |
| Nacional   | Marítimo      | Vitória de Setúbal | Académica        |
| Arouca     | Gil Vicente   | V. Guimarães       | Sp. Braga        |
| Moreirense | Covilhã       | Belenenses         | Rio Ave          |
|            |               | Boavista           | União da Madeira |

### Groupe A
Source : www.ligaportugal.pt
| Rang | Équipe          | Pts | J | G | N | P | Bp | Bc | Diff |  | Résultats (▼ dom., ► ext.) | Ben | Mor | Aro | Nac |
| ---- | --------------- | --- | - | - | - | - | -- | -- | ---- |  | -------------------------- | --- | --- | --- | --- |
| 1    | Benfica (PL)    | 9   | 3 | 3 | 0 | 0 | 7  | 0  | +7   |  | Benfica                    |     |     | 4-0 | 1-0 |
| 2    | Moreirense (PL) | 4   | 3 | 1 | 1 | 1 | 3  | 3  | 0    |  | Moreirense                 | 0-2 |     | 2-0 |     |
| 3    | Arouca (PL)     | 3   | 3 | 1 | 0 | 2 | 1  | 6  | -5   |  | Arouca                     |     |     |     | 1-0 |
| 4    | Nacional (PL)   | 1   | 3 | 0 | 1 | 2 | 1  | 3  | -2   |  | Nacional                   |     | 1-1 |     |     |

Légende : (PL) = Primera Liga

### Groupe B
Source : www.ligaportugal.pt
| Rang | Équipe             | Pts | J | G | N | P | Bp | Bc | Diff |  | Résultats (▼ dom., ► ext.) | Mar | Cov | Est | Gil |
| ---- | ------------------ | --- | - | - | - | - | -- | -- | ---- |  | -------------------------- | --- | --- | --- | --- |
| 1    | Marítimo (PL)      | 7   | 3 | 2 | 1 | 0 | 4  | 2  | +2   |  | Marítimo                   |     | 2-1 |     |     |
| 2    | Covilhã (SL)       | 6   | 3 | 2 | 0 | 1 | 6  | 5  | +1   |  | Covilhã                    |     |     | 3-2 | 2-1 |
| 3    | Estoril-Praia (PL) | 4   | 3 | 1 | 1 | 1 | 6  | 4  | +2   |  | Estoril                    | 1-1 |     |     | 3-0 |
| 4    | Gil Vicente (PL)   | 0   | 3 | 0 | 0 | 3 | 1  | 6  | -5   |  | Gil Vicente                | 0-1 |     |     |     |

Légende : (PL) = Primera Liga, (SL) = Segunda Liga

### Groupe C
Source : www.ligaportugal.pt
| Rang | Équipe                  | Pts | J | G | N | P | Bp | Bc | Diff |  | Résultats (▼ dom., ► ext.) | Set | Spo | Bel | Gui | Boa |
| ---- | ----------------------- | --- | - | - | - | - | -- | -- | ---- |  | -------------------------- | --- | --- | --- | --- | --- |
| 1    | Vitória de Setúbal (PL) | 8   | 4 | 2 | 2 | 0 | 8  | 3  | +5   |  | Setúbal                    |     |     |     | 2-0 | 3-0 |
| 2    | Sporting CP (PL)        | 7   | 4 | 2 | 1 | 1 | 6  | 4  | +2   |  | Sporting                   | 1-1 |     |     |     | 1-0 |
| 3    | Belenenses (PL)         | 5   | 4 | 1 | 2 | 1 | 5  | 6  | -1   |  | Belenenses                 | 2-2 | 3-2 |     |     |     |
| 4    | V. Guimarães (PL)       | 4   | 4 | 1 | 1 | 2 | 4  | 6  | -2   |  | Guimarães                  |     | 0-2 | 2-0 |     |     |
| 5    | Boavista (PL)           | 2   | 4 | 0 | 2 | 2 | 2  | 6  | -4   |  | Boavista                   |     |     | 0-0 | 2-2 |     |

Légende : (PL) = Primera Liga

### Groupe D
Source : www.ligaportugal.pt
| Rang | Équipe                | Pts | J | G | N | P | Bp | Bc | Diff |  | Résultats (▼ dom., ► ext.) | Por | Bra | Aca | Uni | Rio |
| ---- | --------------------- | --- | - | - | - | - | -- | -- | ---- |  | -------------------------- | --- | --- | --- | --- | --- |
| 1    | Porto (PL)            | 10  | 4 | 3 | 1 | 0 | 9  | 3  | +6   |  | Porto                      |     |     | 4-1 | 3-1 |     |
| 2    | Sp. Braga (PL)        | 7   | 4 | 2 | 1 | 1 | 5  | 3  | +2   |  | Braga                      | 1-1 |     | 1-0 |     |     |
| 3    | Académica (PL)        | 6   | 4 | 2 | 0 | 2 | 5  | 6  | -1   |  | Académica                  |     |     |     | 3-1 | 1-0 |
| 4    | União da Madeira (SL) | 6   | 4 | 2 | 0 | 2 | 6  | 8  | -2   |  | União                      |     | 2-1 |     |     | 2-1 |
| 5    | Rio Ave (PL)          | 0   | 4 | 0 | 0 | 4 | 1  | 6  | -5   |  | Rio Ave                    | 0-1 | 0-2 |     |     |     |

Légende : (PL) = Primera Liga, (SL) = Segunda Liga

## Phase finale

### Demi-finales

#### Format
- À la suite du tirage au sort effectué en même que celui du troisième tour les demi-finales sont les suivantes :  
  - La première demi-finale oppose le vainqueur du Groupe B à celui du Groupe D.
  - La deuxième demi-finale oppose le vainqueur du Groupe A à celui du Groupe C[1].
- En cas d'égalité à la fin du temps réglementaire, les deux clubs se départagent lors d'une séance de tirs au but.

#### Résultats
| 11 février 2015 | Benfica                                                                     | 3 - 0   | Vitória Setúbal                                              | Estádio da Luz, Lisbonne                   |                                            |
| 19h45 CET       | Sílvio 34e · Talisca 41e · Pizzi 45e · Talisca 71e · Jonas 73e · Derley 87e | (2 - 0) | Advíncula 39e · Tavares 44e · Queirós 53e · Ney Santos 90+1e | Spectateurs : 13 101 Arbitrage : Rui Costa | Spectateurs : 13 101 Arbitrage : Rui Costa |
| 19h45 CET       | Rapport                                                                     |         |                                                              | Spectateurs : 13 101 Arbitrage : Rui Costa | Spectateurs : 13 101 Arbitrage : Rui Costa |

| 2 avril 2015 | CS Marítimo                                  | 2 - 1   | FC Porto                                             | Estádio dos Barreiros, Funchal                |                                               |
| 19h45 CET    | Gallo 37e · Marega 45e · Raul 73e · Gégé 89e | (2 - 1) | Torres 28e · Evandro 32e · Pereira 37e · Evandro 90e | Spectateurs : 5 127 Arbitrage : Carlos Xistra | Spectateurs : 5 127 Arbitrage : Carlos Xistra |
| 19h45 CET    | Rapport                                      |         |                                                      | Spectateurs : 5 127 Arbitrage : Carlos Xistra | Spectateurs : 5 127 Arbitrage : Carlos Xistra |

### Finale

#### Format
- Elle se déroule le 29 mai 2015 au Stade municipal de Coimbra de Coimbra.
- En cas d'égalité à l'issue du match, une séance de tirs au but est disputée[1].

#### Résultat
| Vendredi 29 mai 2015 | Benfica                                                                          | 2 - 1   | CS Marítimo | Stade municipal de Coimbra, Coimbra            |                                                |
| 19h45 CET            | Jonas 37e · Ola John 80e · Ola John 81e · Pereira 85e · Jonas 86e · Luisão 90+3e | (1 - 0) | Raul 32e · Briguel 32e · Marega 36e · Raul 48e · João Diogo 56e · Bruno Gallo 59e · Rúben Ferreira 67e · Fransérgio 74e · Éber Bessa 85e | Spectateurs : 28 517 Arbitrage : Carlos Xistra | Spectateurs : 28 517 Arbitrage : Carlos Xistra |
| 19h45 CET            | Rapport                                                                          |         | | Spectateurs : 28 517 Arbitrage : Carlos Xistra | Spectateurs : 28 517 Arbitrage : Carlos Xistra |

## Classement des buteurs
| Rang | Joueur         | Club             | Buts | Matchs |
| ---- | -------------- | ---------------- | ---- | ------ |
| 1    | Jonas          | Benfica          | 5    | 5      |
| 2    | Clemente       | Santa Clara      | 4    | 4      |
| 3    | Evandro Goebel | FC Porto         | 4    | 5      |
| 4    | Frédéric Mendy | União da Madeira | 4    | 8      |